# Зоттрум
Зоттрум (нім. Sottrum) — громада в Німеччині, розташована в землі Нижня Саксонія. Входить до складу району Ротенбург-на-Вюмме. Центр  об'єднання громад Зоттрум.
Площа — 28,58 км2. Населення становить 6532 ос. (станом на 31 грудня 2021).